# جوليس بيري
جوليس بيري (بالفرنسية: Jules Berry)‏ هو مخرج وممثل فرنسي، ولد في 9 فبراير 1883 في فرنسا، وتوفي في 23 أبريل 1951 بباريس في فرنسا بسبب نوبة قلبية.

## وصلات خارجية
- جوليس بيري على موقع IMDb (الإنجليزية)
- جوليس بيري على موقع ألو سيني (الفرنسية)
- جوليس بيري على موقع ميوزك برينز (الإنجليزية)
- جوليس بيري على موقع أول موفي (الإنجليزية)
- جوليس بيري على موقع قاعدة بيانات الأفلام السويدية (السويدية)
- جوليس بيري على موقع إن إن دي بي (الإنجليزية)
- جوليس بيري على موقع قاعدة بيانات الفيلم (الإنجليزية)
- جوليس بيري على موقع كينوبويسك (الروسية)